# 雅耀
雅 耀（みやび よう、4月30日 - ）は、宝塚歌劇団月組に所属する男役スター。
茨城県つくば市、茗溪学園中学校出身。身長172cm。愛称は「オディセ」、「りんオディ」、「エレガンス」。

## 来歴
2020年、宝塚音楽学校入学。
2022年、音楽学校卒業後、宝塚歌劇団に108期生として入団。入団時の成績は21番。星組公演「めぐり会いは再び next generation／Gran Cantante!!」で初舞台。その後、月組に配属。
2024年、月城かなと・海乃美月トップコンビ退団公演となる「Eternal Voice」で新人公演初主演。入団3年目での抜擢となった。

## 主な舞台

### 初舞台
- 2022年4 - 5月、星組『めぐり会いは再び next generation-真夜中の依頼人（ミッドナイト・ガールフレンド）-』『Gran Cantante（グラン カンタンテ）!!』（宝塚大劇場のみ）

### 月組時代
- 2022年7 - 10月、『グレート・ギャツビー』
- 2022年11 - 12月、『ブラック・ジャック 危険な賭け』『FULL SWING!』（全国ツアー）
- 2023年2 - 4月、『応天の門』 - 新人公演：源融（本役：蘭尚樹）『Deep Sea-海神たちのカルナバル-』
- 2023年6月、『DEATH TAKES A HOLIDAY』（東急シアターオーブ）
- 2023年8 - 9月、『フリューゲル-君がくれた翼-』 - 新人公演：ルイス・ヴァグナー（本役：風間柚乃）『万華鏡百景色（ばんかきょうひゃくげしき）』（宝塚大劇場）
- 2023年10 - 11月、『フリューゲル-君がくれた翼-』『万華鏡百景色（ばんかきょうひゃくげしき）』（東京宝塚劇場）
- 2024年1月、『G.O.A.T』（梅田芸術劇場）
- 2024年3 - 5月、『Eternal Voice 消え残る想い』『Grande TAKARAZUKA 110!』（宝塚大劇場）[注釈 1]
- 2024年6 - 7月、『Eternal Voice 消え残る想い』 - 新人公演：ユリウス（本役：月城かなと）『Grande TAKARAZUKA 110!』（東京宝塚劇場） 新人公演初主演[3]
- 2024年8 - 9月、『BLUFF（ブラフ）』（プレイハウス・宝塚バウホール） - アヴェリー
- 2024年11 - 2025年3月、『ゴールデン・リバティ』 - デニス、新人公演：フランク・モートン（本役：夢奈瑠音）『PHOENIX RISING（フェニックス・ライジング）』
- 2025年5月、『Twinkle Moon』（宝塚バウホール）[4][5]
- 2025年7 - 11月、『GUYS AND DOLLS』 - ギャンブラー、新人公演：スカイ・マスターソン（本役：鳳月杏） 新人公演主演